# Круммвіш
Круммвіш (нім. Krummwisch) — громада в Німеччині, розташована в землі Шлезвіг-Гольштейн. Входить до складу району Рендсбург-Екернферде. Складова частина об'єднання громад Ахтервер.
Площа — 13,91 км2. Населення становить 674 ос. (станом на 31 грудня 2020).